# 논개사당
논개사당(論介祠堂)은 대한민국 전북특별자치도 장수군 장수읍 두산리에 있는 사당이다. 1981년 4월 11일 전라북도의 기념물 제46호로 지정되었다.

## 개요
임진왜란 때 순국한 주논개의 초상화를 모시고 제사 지내는 사당이다.
논개는 진주성이 함락될 때 왜장을 유인하여 함께 남강에 투신하였다.
논개의 순국 사실은 입으로만 전해 오다가 유몽인의 『어우야담』에 수록되면서 글로도 전하게 되었다. 그러나 임진왜란 중에 충신·효자·열녀를 수록한 『동국신속삼강행』에는 기생의 정열(貞烈)을 표창할 수 없다는 이유로 누락되었다. 이런 사실과는 관계없이 진주 고을민들은 강변에 제단을 마련하여 논개의 넋을 위로하고 국가적인 추모제전이 거행될 수 있도록 노력하여, 마침내 영조 16년(1739)부터 국가의 지원을 받아 의암 부근에서 제를 올릴 수 있게 되었다. 고종 5년(1868)부터 가무와 함께 3일간의 대규모 추모행사를 마련하였다.
일제시대 때 중단되었다가 1954년 당대 일류화가인 김은호가 고증을 통해 논개의 초상화를 그리고 부통령인 함태영 선생이 직접 현판을 쓰면서 남산 공원에 사당을 세웠다.
1973년에는 성역화 작업이 승인되어 장수읍에 2만여 평의 대지를 마련, 사당을 이전하고 담장과 삼문을 세우고 단청까지 말끔하게 단장하였다.
지금은 매년 음력 9월 3일을 장수군민의 날로 정하고 해마다 큰 규모의 제례를 올리고 있다.

## 현지 안내문
논개사당은 임진왜란떼 진주 촉석루에서 일본군 장수 게야무라 로꾸스케(毛谷村六助)를 껴안고 의롭게 죽은 주논개(朱論介:1574-1593)의 영정을 모신 사당이다.
이 사당은 원래 1955년 남산공원에 지어졌으나, 1974년 현재의 위치로 확장 이전하였다. 논개의 영정은 윤여환 화백이 그렸으며, 현판은 함태영(咸台永) 선생이 부통령으로 재직할 때 쓴 것이다.
장수군에서는 의암 주논개가 태어난 음력 9월 3일을 군민의 날로 정하여 논개의 숭고한 애국정신을 기리는 추모대제를 지내고 있다.

## 참고 자료
- 논개사당 - 국가유산청 국가유산포털